# Карта вин
Карта вин (інша назва — винна карта, винний лист) — асортиментний перелік вин, які подаються в ресторані, із (або без) зазначення ціни за пляшку або келих. Також картою вин прийнято називати загальну карту напоїв ресторану.
Карта вин може бути окремим каталогом або як розділ основного меню ресторану.

## Складання карти вин
Види і ширина асортименту алкогольних напоїв, які зазначаються у винній карті, залежить від багатьох факторів, таких як: вид закладу ресторанного господарства (бар, ресторан), спеціалізація закладу (пивний бар, винний бар, коктейль бар, ресторан тощо) спеціалізація кухні (національна, етнічна, авторська тощо), асортименту страв закладу.
При складанні карти вин дуже важливим є підбір напоїв, які вдало би поєднувалися зі стравами закладу.
Послідовність запису напоїв у загальній винній карті така: аперитиви, вина, дигестиви. В нашій країні порядок розташування напоїв зазвичай такий: горілка та горілчані вироби, сухі і напівсухі вина (білі, рожеві, червоні), десертні вина, шампанське (ігристі вина), міцні вина (мадера, портвейн, вермут), коньяки (віскі, бренді), лікери, пиво, безалкогольні напої. У міжнародній практиці в неї включають також каву і чай. У нас вони знаходяться в меню страв і напоїв.
В окремій карті вин порядок складання такий:
- білі вина;
- рожеві вина;
- червоні вина (спершу вітчизняні, потім імпортні);
- шампанське та інші сорти ігристого вина (спершу вітчизняні, потім імпортні).

Кожен розділ карти вин (окремої) також розміщують в залежності від країни, в якій вироблене вино. Зазвичай за країною-виробником вина у карті вин розміщують в такій послідовності: Франція, Італія, Іспанія, США, Чилі.
Якщо карта вин велика і від кожної країни представлена певна кількість вин, то варіанти їх розміщення (в розділі кожної країни) можуть бути такі:
- в залежності від регіону (наприклад, французькі — Alsase (Ельзас), Beaujolais (Божоле), Bordeau (Бордо), Bourgogne (Бургундія) і т. д.), а якщо регіон представлений декількома найменуваннями, то в середині кожного регіону — за алфавітом;
- від молодих до більш витриманих.

Вина, які продаються на розлив краще об'єднати в окрему групу і винести на початок карти (або початок розділу, якщо найменувань таких вин у карті значна кількість).

## Оформлення карти вин
Бажано карту вин робити окремою книгою. Щоб вона зовнішньо відрізнялась від меню, але була одного стилю і гармоніювала з ним.
При оформленні карти вин прийнято зазначати таку інформацію (всі або вибірково пункти):
- назву вина;
- назву виноградника або регіону походження;
- марку вина, тобто назву господарства, де було виготовлене вино, або компанію, де його розливали у пляшки;
- місткість пляшки або порції (в одиницях вимірювання: літрах, мілілітрах);
- ціну (в ресторанах класу «люкс» інколи вона не зазначається)
- рік врожаю;
- сорт або сорти (як правило, не більше двох) винограду, з яких виготовлене вино;
- кількість років витримки;
- категорію вина за вмістом цукру: brut — дуже сухе, sec — напівсухе, demi-sec — напівсолодке, doux — солодке і т. д.
- вміст спирту у вині (рідко);

Рідко і якщо карта вин невелика, а в ресторані немає сомельє, то може зазначатись опис вина. Переважно в таких випадках описується смак, аромат, поєднання зі стравами тощо. Наприклад, Шатонеф-дю Домен Матьє 1995 року — пурпурове вино з тонким квітковим букетом. Його вишуканий смак і фруктовий аромат чудово поєднуються з м'ясом, дичиною і сиром.